# مزیهوری (ناحیه کلاتووی)
مزیهوری (به چکی: Mezihoří) یک منطقهٔ مسکونی در جمهوری چک است که در ناحیه کلاتووی واقع شده‌است. مزیهوری ۱٫۸ کیلومتر مربع مساحت و ۵۸ نفر جمعیت دارد و ۴۷۲ متر بالاتر از سطح دریا واقع شده‌است.